# Simon Tibbling
 Simon Hjalmar Friedel Tibbling  (Estocolmo, 7 de septiembre de 1994) es un futbolista sueco que juega de centrocampista en el Fram Reykjavík de la Úrvalsdeild Karla.

## Clubes
| Club            | País         | Año       |
| --------------- | ------------ | --------- |
| Djurgårdens IF  | Suecia       | 2012-2015 |
| F. C. Groningen | Países Bajos | 2015-2017 |
| Brøndby IF      | Dinamarca    | 2017-2020 |
| F. C. Emmen     | Países Bajos | 2020-2021 |
| Randers FC      | Dinamarca    | 2021-2022 |
| Sarpsborg 08 FF | Noruega      | 2022-2024 |
| Fram Reykjavík  | Islandia     | 2025-     |

## Palmarés

### Campeonatos nacionales
| Título            | Club            | País         | Año     |
| ----------------- | --------------- | ------------ | ------- |
| KNVB Beker        | F. C. Groningen | Países Bajos | 2014-15 |
| Copa de Dinamarca | Brøndby IF      | Dinamarca    | 2017-18 |

### Campeonatos internacionales
| Título          | Equipo        | País            | Año  |
| --------------- | ------------- | --------------- | ---- |
| Eurocopa sub-21 | Suecia sub-21 | República Checa | 2015 |